# SpaceX Demo-2
Die SpaceX Demonstration Mission 2, kurz SpX-DM2 oder SpaceX Demo-2, war der erste bemannte Flug des US-amerikanischen Raumschiffs Crew Dragon. Die Mission war Teil des Commercial Crew Program der NASA für privat betriebene Zubringerflüge zur ISS. Ursprünglich war der Flug für 2017 geplant. Nach einer Reihe von Problemen und Rückschlägen bei der Crew-Dragon-Entwicklung startete das Raumschiff am 30. Mai 2020 mit zwei US-amerikanischen Astronauten, die ihm den Namen Endeavour gaben und an der ISS-Expedition 63 teilnahmen. Am 2. August 2020  brachte es dieselben beiden Astronauten wieder zurück zur Erde.

## Besatzung
Als Besatzung für die SpaceX Demo-2 nominierte die NASA am 3. August 2018 Robert Behnken und Douglas Hurley. Hurley hatte bereits als Pilot an der letzten Space-Shuttle-Mission STS-135 im Juli 2011 teilgenommen. Behnken trug den Titel joint operations commander. Für beide war es der dritte Raumflug, Behnken hatte beide bisherigen mit der damaligen Endeavour unternommen, Hurley einen, den anderen auf der Atlantis. Kjell Lindgren bildete die Ersatzmannschaft.

### Hauptbesatzung
- Douglas Hurley, Kommandant (3. Raumflug, USA/NASA)
- Robert Behnken, Pilot und joint operations commander (3. Raumflug, USA/NASA)

### Ersatzmannschaft
- Kjell Lindgren, Kommandant/Pilot und joint operations commander (2. Raumflug, USA/NASA)

## Missionszweck und -planung

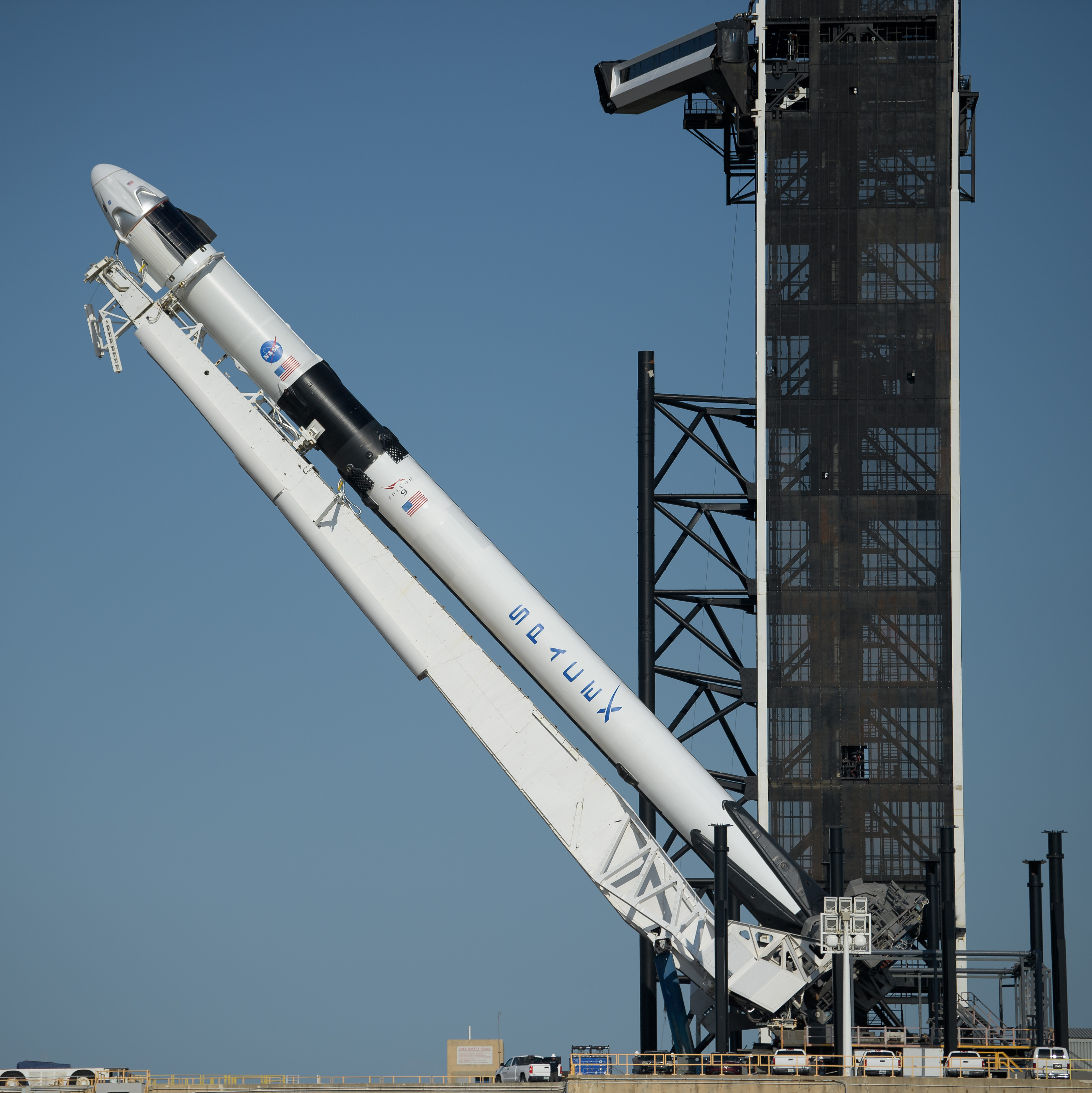
Am 21. Mai 2020 wurde die Falcon 9 mit Crew Dragon am Startturm der Rampe 39A aufgerichtet

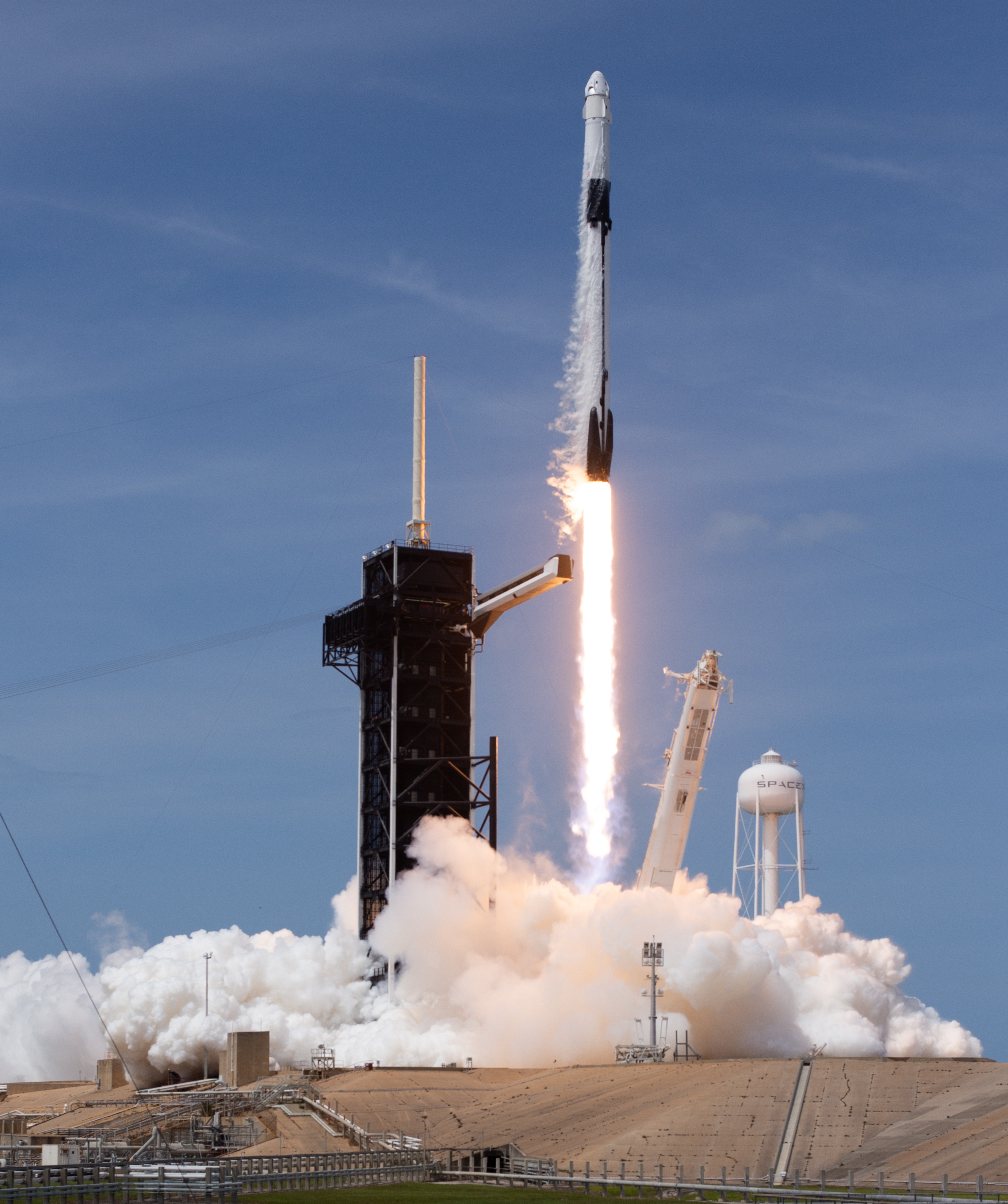
Start der Falcon 9

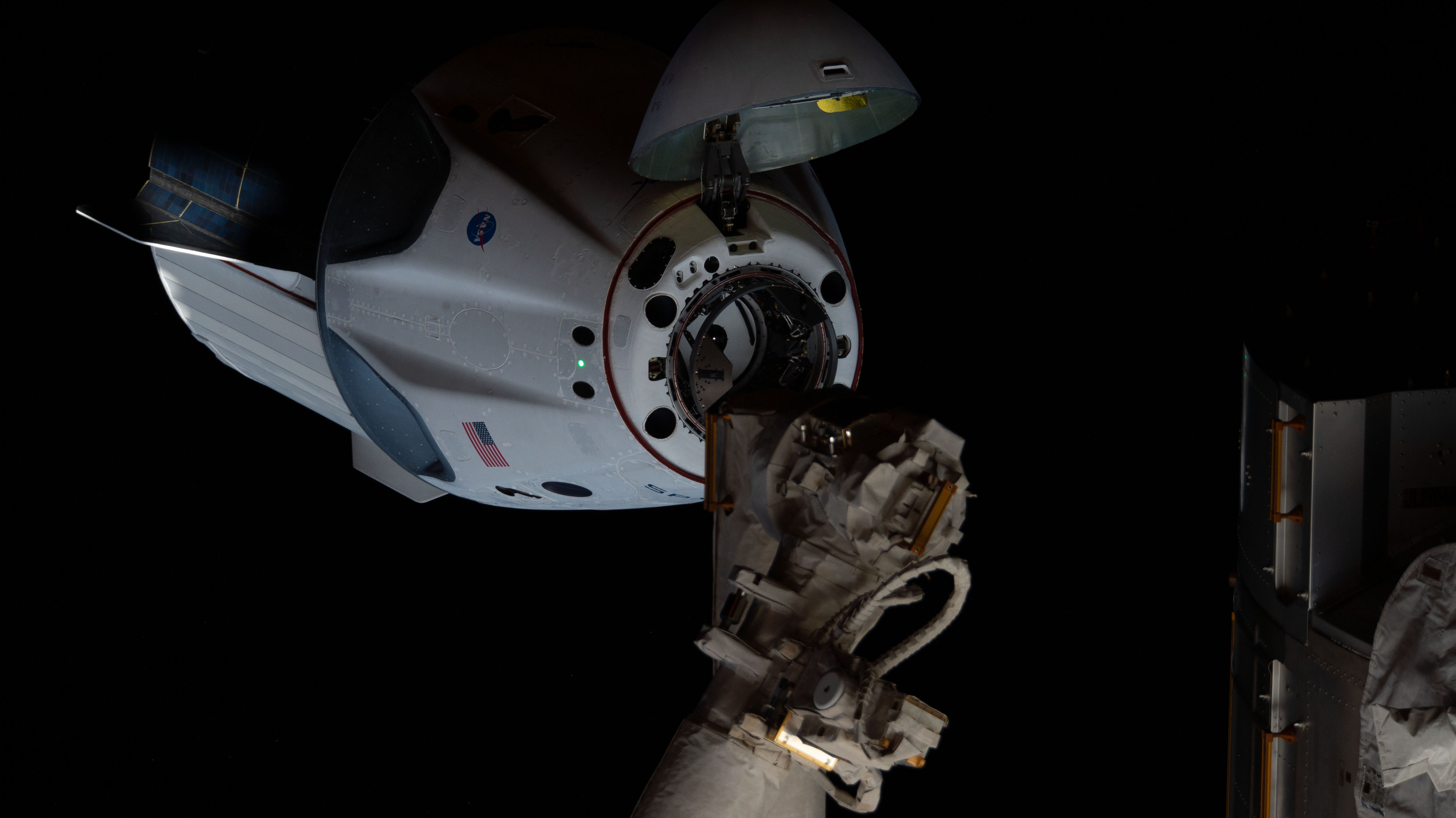
Crew Dragon beim Andockmanöver an der ISS

Die Crew Dragon ist ein für bemannte Flüge ausgelegter Nachfolger des von SpaceX entwickelten Dragon-Raumschiffs. Sie wurde mit dieser Mission zum vierten und letzten Mal getestet, um anschließend für Crew-Austausch-Missionen zur ISS eingesetzt zu werden. Die USA wollten auf diese Weise wieder einen eigenen bemannten Zugang zum Weltraum erhalten, der seit der Einstellung des Space-Shuttle-Betriebs im Jahr 2011 nicht mehr gegeben war. Seither waren sämtliche Personentransporte zur ISS mit russischen Sojus-Raumschiffen erfolgt. Wegen ihrer Funktion der Wiederaufnahme der bemannten US-amerikanischen Raumfahrt wurden die ersten Commercial-Crew-Missionen auch unter dem Slogan Launch America präsentiert. Zukünftig sollten die bemannten Dragon-Flüge einmal jährlich erfolgen, im Wechsel mit dem Raumschiff CST-100 Starliner. So wollte die NASA eine Redundanz beim eigenen Zugang zur ISS sicherstellen. Da Boeing Stand März 2025 seine Probleme mit dem Starliner nicht in den Griff bekommen hat und sogar bei seinem ersten bemannten Raumflug die Besatzung Williams/Wilmore auf der ISS zurückließ, fliegt der Crewdrache zwei Mal jährlich.
Die ursprüngliche Planung sah vor, dass das Demo-2-Raumschiff für einen zehntägigen Aufenthalt an der ISS ankoppelt. Nachdem eine Dragon-Kapsel bei einem Triebwerkstest im April 2019 explodiert war, wurden die nächsten produzierten Exemplare neu zugeordnet. So kam nunmehr für die Demo-2-Mission ein Raumschiff zum Einsatz, das eigentlich erst für den nachfolgenden Flug SpaceX Crew-1 (die erste „reguläre“ Crew-Dragon-Mission) verwendet werden sollte und für bis zu 110 Tage Flugdauer geeignet war. Diese Langzeitoption nutzte die NASA, um die Mission SpaceX Demo-2 auf zwei Monate zu verlängern. Dadurch wurde zumindest zeitweise die Unterbesetzung des US-Segments der Raumstation mit nur einem Astronauten (Chris Cassidy) behoben, die durch die Verzögerungen bei der Entwicklung der Dragon 2 und des CST-100 Starliner entstanden war.
Während des Flugs und nach dem Andocken an die Station sollten Behnken und Hurley die Systeme der Raumkapsel testen. Wenn nötig, konnten sie das Raumschiff auch von Hand steuern.

## Startplatz
Alle Crew-Dragon-Flüge starten von der Rampe 39A des Kennedy Space Center am Cape Canaveral in Florida. Diesen historischen Startplatz hat SpaceX 2014 von der NASA angemietet. Der Startkomplex 39 war Ausgangspunkt aller Apollo-Mondflüge und Space-Shuttle-Missionen. SpaceX ließ den Turm renovieren und mit einer neuen, schwenkbaren „Fluggastbrücke“ versehen.

## Missionsverlauf

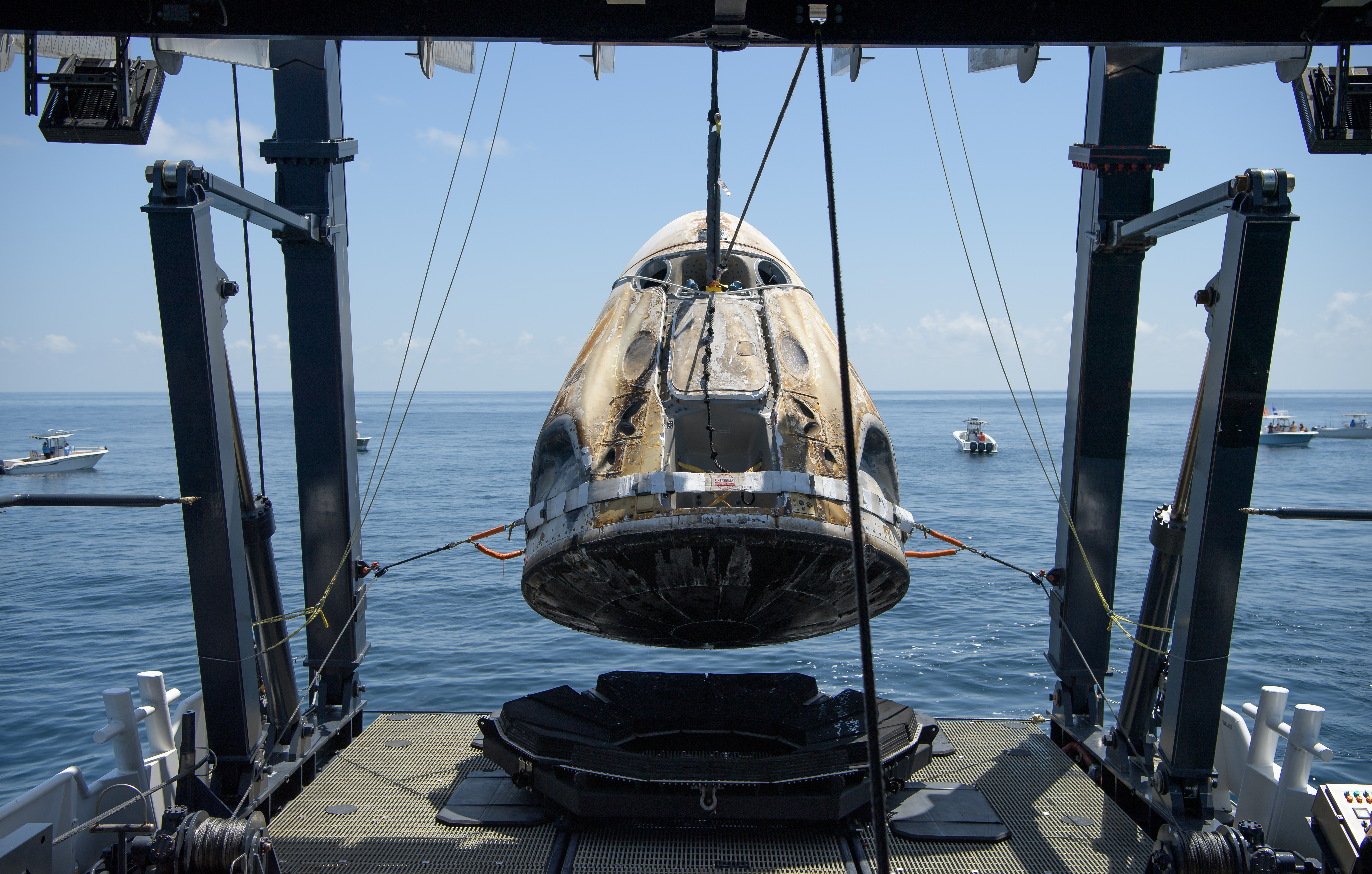
Bergung der Dragon-Kapsel nach der erfolgreichen Wasserung

Ein erster Startversuch am 27. Mai 2020 wurde knapp 17 Minuten vor Ablauf des Countdowns wegen zu schlechten Wetters abgebrochen, der zweite am 30. Mai um 21:22 Uhr (MESZ) war erfolgreich. Als Trägerrakete diente eine Falcon 9. Die Rakete brachte die Crew Dragon in eine niedrige Erdumlaufbahn, von wo aus sie die ISS ansteuerte. Die wiederverwendbare erste Raketenstufe landete erfolgreich auf einer schwimmenden Landeplattform im Atlantik.
Nach 19-stündigem Flug dockte die Dragon um 14:16 Uhr (UTC) automatisch an der Station an. Dort nahmen Hurley und Behnken als Langzeitbesatzungsmitglieder an der ISS-Expedition 63 teil. Am 1. August verließen sie die ISS an Bord der Dragon-Kapsel, um mit ihr am 2. August 2020 an Fallschirmen im Golf von Mexiko vor der Küste Floridas zu wassern. Die Kapsel wurde nach erfolgreicher Landung von dem Spezialschiff GO Navigator geborgen. Es war die erste Wasserlandung von Raumfahrern seit der Rückkehr der Apollo-Kapsel des Apollo-Sojus-Test-Projekts 1975. Alle anderen heutigen bemannten Raumfahrzeuge landen auf dem Festland.
Die Dragon-Kapsel wurde von SpaceX wiederaufbereitet und bei den Missionen SpaceX Crew-2 (2021), Axiom Mission 1 (2022) und SpaceX Crew-6 (2023) wieder eingesetzt.

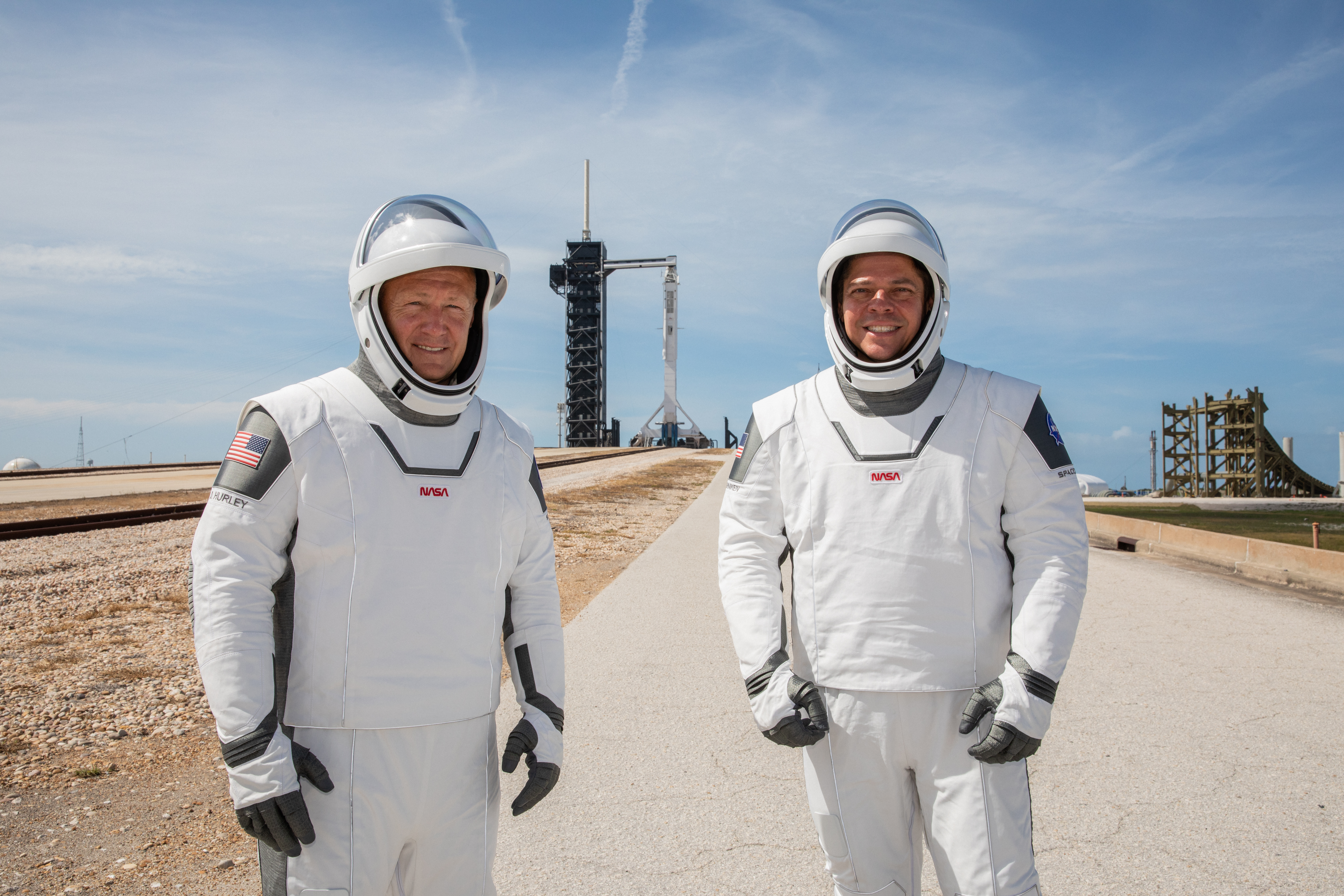
Hurley (li.) und Behnken am 23. Mai 2020 an der Startrampe
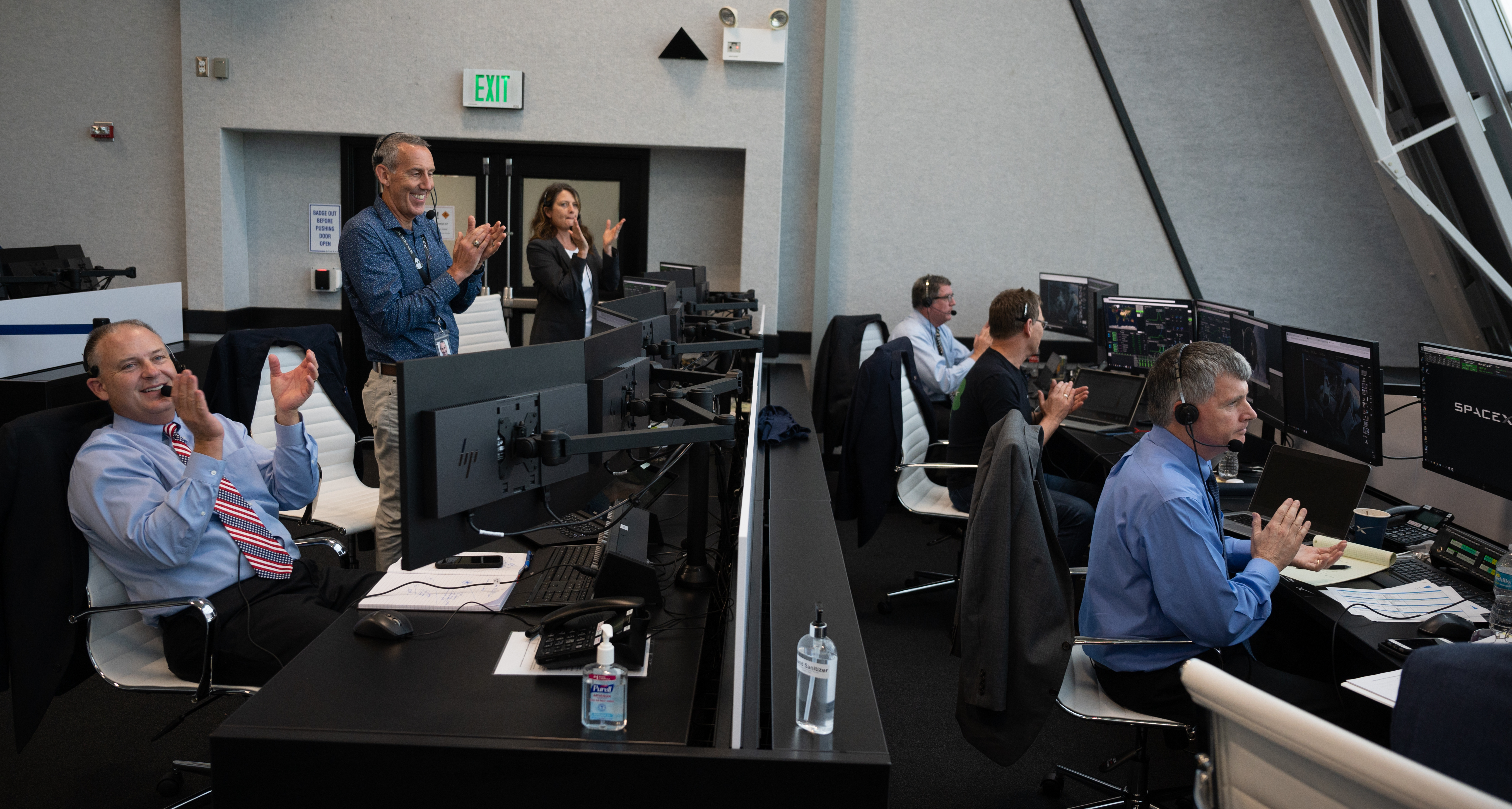
Startkontrollzentrum am Kennedy Space Center
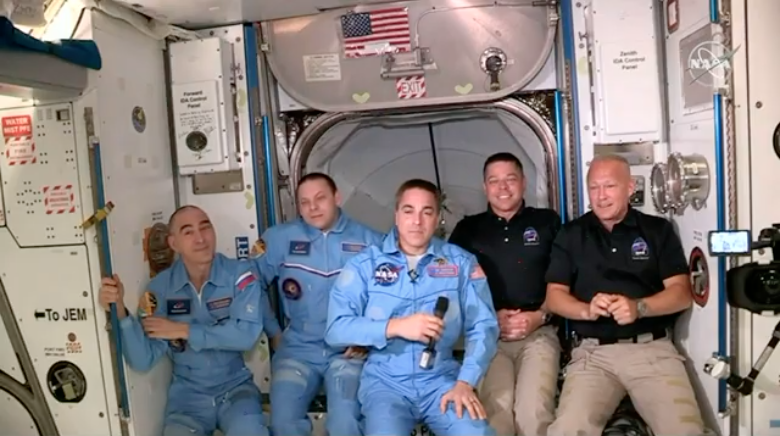
Die Crew an Bord der ISS
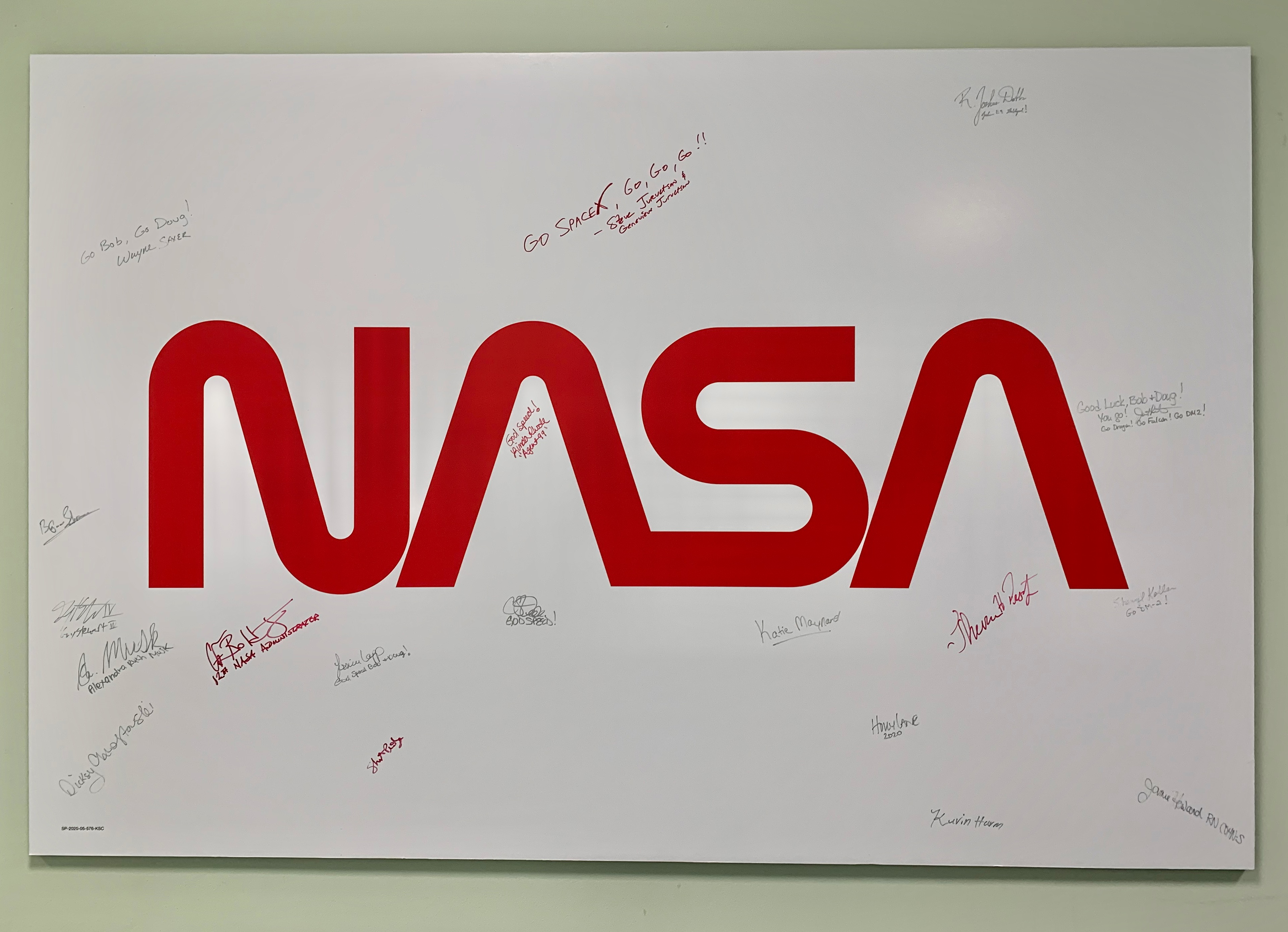
Die Mission nutzte erstmals wieder das alte NASA-„Wurmlogo“ (hier unterzeichnet von den Astronauten)

## Trivia

### Die Flagge von Flug STS-135

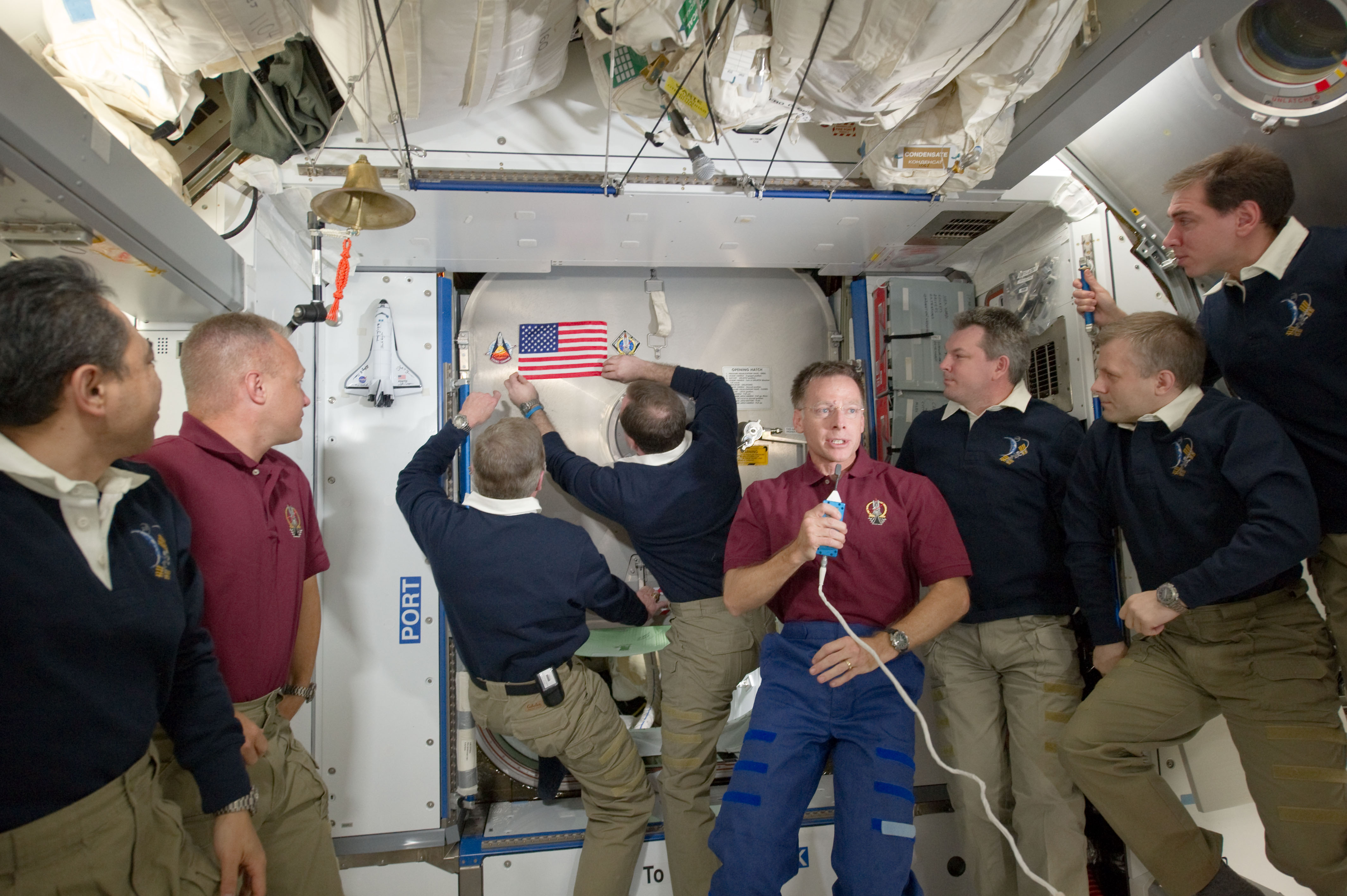
Die STS-135-Crew befestigt die Flagge an einem Schott des ISS-Moduls Harmony

Am 10. Juli 2011 dockte mit der Mission STS-135 der letzte Space-Shuttle-Flug an der ISS an. Fünf Tage später enthüllten US-Präsident Barack Obama und STS-135-Kommandant Chris Ferguson während eines Telefonats, dass mit diesem Flug eine besondere US-amerikanische Flagge zur ISS gebracht worden war. Diese Flagge sei bereits an Bord der ersten Shuttle-Mission STS-1 im Jahr 1981 gewesen und solle nun auf der ISS verbleiben, als Trophäe für das erste amerikanische Privatunternehmen, dem es gelänge, Astronauten auf die Station zu bringen.
Am Tag der Bekanntgabe durch Barack Obama twitterte SpaceX: „SpaceX commencing flag capturing sequence…“ (SpaceX startet die Flaggen-Einfangsequenz…), eine Anspielung auf das Spiel Capture the Flag. Mit der erfolgreichen Demo-2-Mission erreichte SpaceX das damals gesteckte Ziel und erhielt die Flagge. Der Konkurrent Boeing mit dem Raumschiff CST-100 Starliner, dessen erster bemannter Flug Boe-CFT sich wegen technischer Mängel auf 2024 verschob, ging leer aus. Zur geplanten Besatzung der Mission Boe-CFT gehörte zunächst auch Chris Ferguson, der die Flagge damals zusammen mit dem späteren SpaceX-Demo-2-Kommandanten Douglas Hurley zur ISS gebracht hat.

In Vorbereitung der ersten Commercial-Crew-Mission musste die Flagge auf der ISS zunächst wiedergefunden werden. Dies gelang dem Astronauten Scott Tingle im Jahr 2018 nach mehrwöchiger Suche. Die Flagge befand sich in einem Transportbehälter in einer Ecke des ISS-Moduls Unity.

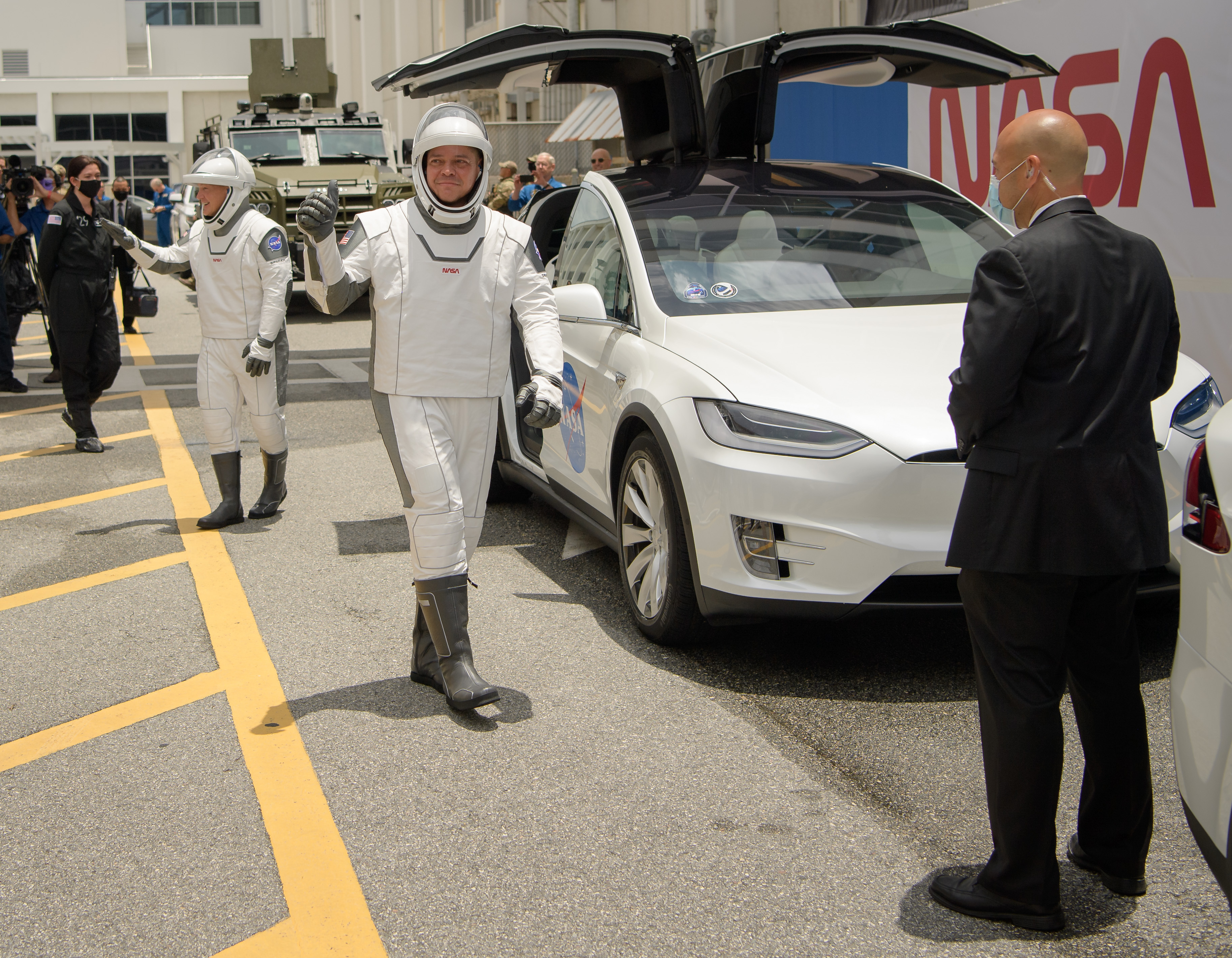
Abfahrt der Astronauten

### Startplatzfahrzeug
Im Gegensatz zum früher genutzten Astrovan erfolgte der Transport der Crew zur Startplattform mit einem modifizierten Tesla Model X.

### Wake-Up-Call
Seit dem Gemini-Programm werden die Astronauten morgens mit einem vorher bestimmten Lied, dem Wake-Up-Call, geweckt. Im Fall der SpaceX Demo-2-Crew war dies Planet Caravan von Black Sabbath.

### Indikator für Schwerelosigkeit
Um das Erreichen der Schwerelosigkeit anzuzeigen, hat die Besatzung eine kleine Dinosaurierpuppe mit an Bord gebracht. Der Apatosaurus mit Namen Tremor wurde von den Söhnen der beiden Astronauten ausgesucht.